# Asterina congregata
Asterina congregata är en svampart som beskrevs av Berk. & M.A. Curtis 1860. Asterina congregata ingår i släktet Asterina och familjen Asterinaceae.   Inga underarter finns listade i Catalogue of Life.